# Liste der Erstunterzeichner von „Ein gemeinsames Wort zwischen Uns und Euch“
Dies ist eine Liste der 138 Erstunterzeichner von A Common Word (Ein gemeinsames Wort), einer Initiative zum islamisch-christlichen Dialog, die durch den offenen Brief Ein gemeinsames Wort zwischen Uns und Euch (engl. A Common Word Between Us & You) eingeleitet wurde, den Persönlichkeiten des Islams an „Führer christlicher Kirchen überall“ (engl. „Leaders of Christian Churches, everywhere …“) sandten (13. Oktober 2007), siehe den Artikelabschnitt Adressaten des Briefes (im Hauptartikel).
Die Liste ist in ihrem Informationsgehalt im Wesentlichen an den (nicht immer fehlerfreien) Angaben der Webseite acommonword.com ausgerichtet, die vielfach in etwa denen der Botschaft aus Amman (Amman Message) entsprechen. Religiöse/weltliche Titel bzw. Anredeformen des Originals (d. h. der originalen englischsprachigen Form) wurden größtenteils beibehalten (hier allerdings übersetzt ins Deutsche), was einen besseren Einblick in die internationalen Strukturen der Zeit der Unterzeichnung von A Common Word liefert auf die sich auch die weiteren Angaben zu den einzelnen Persönlichkeiten beziehen.

## Unterzeichnerliste
138 Erstunterzeichner
- 1 Seine Königliche Eminenz Sultan Muhammad Sa'ad Abubakar – 20. Sultan von Sokoto; Führer der Muslime von Nigeria
- 2 S.E. Shaykh Hussain Hassan Abakar – Imam der Muslime im Tschad; Präsident des Hohen Rats für Islamische Angelegenheiten im Tschad
- 3 S.E. Abdul Salam Abbadi – Präsident der Aal Al-Bayt Universität; ehemaliger Minister für religiöse Angelegenheiten, Jordanien
- 4 Taha Abd ar-Rahman – Präsident des Weisheitskreises für Denker und Forscher, Marokko, Direktor des Al-Umma Al-Wasat Magazine der Internationalen Union muslimischer Gelehrter
- 5 Imam Feisal Abdul Rauf –  Mitgründer und Vorstandsvorsitzender der Cordoba Initiative; Gründer der ASMA Society (American Society for Muslim Advancement); Imam von Masjid Al-Farah, New York, USA
- 6 Sheikh Muhammad Nur Abdullah – Vizepräsident des Fiqh-Rates von Nordamerika, USA
- 7 Shaykh Abd al-Quddus Abu Salah – Präsident der International League for Islamic Ethics (Internationale Liga für Islamische Ethik); Herausgeber des Journal for Islamic Ethics, Riad, Saudi-Arabien
- 8 S.E. Abd al-Wahhab bin Ibrahim Abu Sulaiman –  Mitglied des Obersten Ulama-Ausschusses, Saudi-Arabien
- 9 Lateef Oladimeji Adegbite – Amtierender Sekretär und Rechtsberater, Oberster Rat für Islamische Angelegenheiten in Nigeria
- 10 S.E. Botschafter Akbar Ahmed – Ibn Khaldun Chair of Islamic Studies, American University in Washington, D.C., USA
- 11 S.E. Richter Prinz Bola Ajibola – ehemaliger Richter am Internationalen Obersten Gerichtshof; ehemaliger Justizminister von Nigeria; ehemaliger Generalstaatsanwalt von Nigeria; Gründer der Crescent University und Gründer der Islamischen Bewegung Afrikas (IMA)
- 12 S.E. Kamel Ajlouni – Leiter des Nationalen Zentrums für Diabetes; Gründer der Jordanische Universität für Wissenschaft und Technologie (JUST), ehemaliger Minister und ehemaliger Senator, Jordanien
- 13 Shaykh Mohamed Selim El-Awa – Generalsekretär der Internationalen Union muslimischer Gelehrter, Leiter der Ägyptischen Vereinigung für Kultur und Dialog
- 14 Nihad Awad – nationaler Exekutivdirektor und Mitbegründer des Council on American-Islamic Relations (Rat für amerikanisch-islamische Beziehungen; CAIR), USA
- 15 S.E. Hédi Baccouche – Ehemaliger Ministerpräsident von Tunesien, Autor
- 16 S.E. Şeyx-ül-İslam Allahşükür Paşazadə – Großmufti von Aserbaidschan und Leiter der Verwaltung der Muslime des Kaukasus
- 17 S.E. Issam El-Bashir – Generalsekretär des Internationalen Wasatiyya-Zentrums in Kuwait; ehemaliger Minister für religiöse Angelegenheiten, Sudan
- 18 S.E. Allamah Shaykh ʿAbdallāh ibn Baiya – Professor an der König-Abdulaziz-Universität in Saudi-Arabien; ehemaliger Justizminister, ehemaliger Bildungsminister und ehemaliger Religionsminister, Mauretanien; Vizepräsident der Internationalen Union muslimischer Gelehrter; Gründer und Präsident des Global Center for Renewal and Guidance
- 19 Mohammed Bechari – Präsident der Föderalen Gesellschaft für Muslime in Frankreich; Generalsekretär der European Islamic Conference (Europäische Islamische Konferenz; EIC), Frankreich; Mitglied der Internationalen Fiqh-Akademie.
- 20 Ahmed Chouqui Binebine – Direktor der Hasaniyya-Bibliothek, Marokko
- 21 Allamah Shaykh Muhammad Saʿīd Ramadān al-Būtī – Dekan der Abteilung für Religion, Universität Damaskus, Syrien
- 22 Mustafa Çağrıcı – Mufti von Istanbul, Türkei
- 23 S.E. Shaykh Mustafa Cerić – Großmufti und Leiter der Ulema von Bosnien und Herzegowina
- 24 Professor Ibrahim Chabbouh – Generaldirektor des Königlichen Aal-al-Bayt-Instituts für islamisches Denken, Jordanien; Präsident der Vereinigung zur Sicherung der Stadt Qayrawan, Tunesien
- 25 S.E. Mustapha Cherif – muslimischer Intellektueller; ehemaliger Hochschulminister und ehemaliger Botschafter, Algerien
- 26 Caner Dagli – Assistant Professor, Roanoke College, USA
- 27 Ayatollah Seyyed Mostafa Mohaghegh Damad – Dekan der Abteilung für Islamische Studien der Akademie der Wissenschaften des Iran; Professor für Recht und islamische Philosophie, Universität Teheran; Mitglied der Iranischen Akademie der Wissenschaften, Iran; ehemaliger Generalinspektor des Iran
- 28 Ayatollah Seyyed Abu l-Qasim ad-Dibadschi – Imam Zayn al-Abideen Moschee, Kuwait
- 29 S.E. Schakir al-Fahham – Leiter der Akademie für die arabische Sprache in Damaskus; ehemaliger Bildungsminister, Syrien
- 30 Shaykh Seyyed Hani Fahs – Mitglied des Obersten Schia-Komitees, Libanon; Gründungsmitglied des Arabischen Komitees für den Islamisch-Christlichen Dialog und des Ständigen Ausschusses für den Libanesischen Dialog
- 31 S.E. Shaykh Salim Falahat – Generaldirektor der Muslimbruderschaft, Jordanien
- 32 Chief Abdul Wahab Iyanda Folawiyo – Mitglied des Obersten Rates für islamische Angelegenheiten Nigerias; Vizepräsident der Jama'atu Nasril Islam (JNI)
- 33 S.E. Shaykh Rawil Gainutdin – Großmufti von Russland
- 34 Richter Ibrahim Kolapo Sulu Gambari – Richter des Nigerian Court of Appeal (Nigerianisches Berufungsgericht); nationaler Vizepräsident der Nigeria Football Federation (Nigerianischer Fußballverband; NFA)
- 35 Abd Al-Karim Gharaybeh – Historiker und Senator, Jordanien
- 36 S.E. Abdullah Yusuf al-Ghoneim – Direktor des Kuwaitischen Zentrums für Forschung und Studien über Kuwait; ehemaliger Bildungsminister, Kuwait
- 37 S.E. Bouabdellah Ghlamallah – Minister für religiöse Angelegenheiten, Algerien
- 38 Alan Godlas – Co-Chair für Islamwissenschaft, University of Georgia, USA; Chefredakteur von Sufi News und Sufism World Report; Direktor von Sufis Without Borders (Sufis ohne Grenzen)
- 39 S.E. Shaykh Nedžad Grabus – Großmufti von Slowenien
- 40 S.E. Shaykh Ahmed al Haddad – Großmufti aus Dubai, Vereinigte Arabische Emirate
- 41 Shaykh al-Habib Ali Maschhur bin Muhammad bin Salim bin Hafiz – Imam der Tarim-Moschee und Vorsitzender des Fatwa-Rates, Tarim, Jemen
- 42 Shaykh al-Habib Omar bin Mohammed bin Salim bin Hafiz – Dekan des Dar Al-Mustafa, Tarim, Jemen
- 43 Professor Fārūq Hamāda – Professor für Traditionswissenschaften, Universität Mohammed V., Marokko
- 44 Shaykh Hamza Yusuf Hanson – Gründer und Direktor des Zaytuna Institute, CA, USA
- 45 S.E. Shaykh Ahmad Badr ad-Din Hassun – Großmufti der Republik Syrien
- 46 S.E. Shaykh Sayyed Ali bin Abd Al-Rahman Al-Hashimi – Berater des Präsidenten für Justiz- und religiöse Angelegenheiten, Vereinigte Arabische Emirate
- 47 Hasan Hanafi – muslimischer Intellektueller, Fakultät für Philosophie, Universität Kairo
- 48 Shaykh Kabir Helminski – Shaykh der Mevlevi-Tariqa; Co-Direktor der Book Foundation, USA
- 49 S.E. Shaykh Sa’id Hijjawi – Chefwissenschaftler am Königlichen Aal-al-Bayt-Institut für islamisches Denken; ehemaliger Großmufti von Jordanien
- 50 S.E. Shaykh Ahmad Halil – Oberster islamischer Richter von Jordanien; Imam des Haschemitischen Hofes; ehemaliger Minister für religiöse Angelegenheiten
- 51 S.E. Botschafter Murad Hofmann – Autor und muslimischer Intellektueller, Deutschland
- 52 S.E. Anwar Ibrahim – ehemaliger stellvertretender Ministerpräsident von Malaysia; Ehrenpräsident von Account Ability
- 53 S.E. Shaykh Izz ad-Din Ibrahim – Berater für kulturelle Angelegenheiten des Premierministeriums, Vereinigte Arabische Emirate
- 54 S.E. Ekmeleddin İhsanoğlu – Generalsekretär, Organisation für Islamische Zusammenarbeit (OIC)
- 55 S.E. Omar Jah – Secretary of the Muslim Scholars Council, Gambia; Professor für Islamische Zivilisation und Denken, Universität von Gambia
- 56 S.E. Abbas al-Dscharari – Berater S.M. des Königs, Marokko
- 57 Shaykh Habib Ali al-Dschifri – Gründer und Direktor, Taba Institute, Vereinigte Arabische Emirate
- 58 S.E. Shaykh ʿAlī Dschumʿa – Großmufti der Republik Ägypten
- 59 Yahya Mahmud bin Junayd – Generalsekretär, König-Faisal-Zentrum für Forschung und Islamische Studien, Saudi-Arabien
- 60 Ibrahim Kalin – Direktor, SETA Foundation, Ankara, Türkei; Assistant Georgetown University, USA
- 61 S.E. Amb. Aref Kamal – muslimischer Intellektueller, Pakistan
- 62 Professor Abla al-Kahlawi – Dekanin für Islamstudien und Arabistik, Al-Azhar-Universität (Women’s College), Ägypten
- 63 Said Chaibullowitsch Kjamilew –  Direktor, Moskauer Institut für Islamische Zivilisation, Russische Föderation
- 64 Hafiz Yusuf Ziya Kavakçı – Resident Scholar, Islamische Vereinigung von Nordtexas (IANT), Gründer und Ausbilder der IANT Qur'anic Academy; Gründungsdekan des Suffa Islamic Seminary, Dallas, Texas, USA
- 65 Shaykh Nuh Ha Mim Keller – Shaykh im Shadhili-Orden, USA
- 66 Mohammad Hashim Kamali – Dekan und Professor am Internationalen Institut für Islamisches Denken und Zivilisation (ISTAC), Internationale Islamische Universität, Malaysia
- 67 Shaykh Amr Khaled – islamischer Missionar, Prediger und Rundfunksprecher, Ägypten; Gründer und Vorsitzender von Right Start Foundation International
- 68 Abd al-Karim Khalifa – Präsident der Jordanischen Akademie für Arabische Sprache; ehemaliger Präsident der Universität von Jordanien
- 69 S.E. Shaykh Ahmad al-Chalīlī – Großmufti des Sultanats Oman
- 70 Seyyed Jawad Al-Khoei – Generalsekretär der Al-Khoei International Foundation
- 71 Shaykh Ahmed al-Kubaisi – Gründer der Ulema-Organisation, Irak
- 72 Ali Lakhani – Gründer und Herausgeber von Sacred Web: A Journal of Tradition and Modernity, Kanada
- 73 Joseph Lumbard – Assistant Professor, Brandeis University, USA
- 74 S.E. Shaykh Mahmood Madani – Generalsekretär, Jamiat Ulama-i-Hind; Parlamentsabgeordneter, Indien
- 75 S.E. Abdelkébir Alaoui M'Daghri – Generaldirektor der  Bayt Mal Al-Quds Agency (Al-Quds Fund); ehemaliger Minister für religiöse Angelegenheiten, Marokko
- 76 S.E. Imam Sayyed Sadiq al-Mahdi – ehemaliger Ministerpräsident des Sudan; Leiter der Ansar-Bewegung, Sudan
- 77 S.E. Rusmir Mahmutćehajić – Professor, Universität Sarajevo; Präsident des International Forum Bosnia (Internationales Forum Bosnien); ehemaliger Vizepräsident der Regierung von Bosnien und Herzegowina
- 78 Allamah Shaykh Sayyed Mohammed bin Mohammed al-Mansur – High Authority (Marja’) der Zaiditen (oder Fünfer-Schiiten), Jemen
- 79 Bashshar Awwad Marouf – ehemaliger Rektor der Islamischen Universität, Irak
- 80 S.E. Ahmad Matloub – ehemaliger Kulturminister; amtierender Präsident der Irakischen Akademie der Wissenschaften, Irak
- 81 Ingrid Mattson – Professor für Islamwissenschaft und christlich-muslimische Beziehungen und Direktorin, Islamic Chaplaincy Program, Hartford Seminary; Präsident der Islamischen Gesellschaft Nordamerikas (ISNA), USA
- 82 Josef W. Meri – besonderer Gastwissenschaftler am Königlichen Aal-al-Bayt-Institut für islamisches Denken, Jordanien
- 83 Jean-Louis Michon – Autor; muslimischer Gelehrter; Architekt; ehemaliger UNESCO-Experte, Schweiz
- 84 Shaykh Sheikh Abubakr Ahmad – Generalsekretär der Ahl Al-Sunna Association, Indien
- 85 Pehin Dato’ Haj Suhaili bin Haj Mohiddin – Stellvertretender Großmufti, Brunei
- 86 Ayatollah Sheikh Hussein Muayad – Präsident und Gründer des Knowledge Forum (Wissensforum), Bagdad, Irak
- 87 Izzedine Umar Musa – Professor für Islamische Geschichte, König-Saud-Universität, Saudi-Arabien
- 88 Mohammed Faruq al-Nabhan – ehemaliger Direktor des Dar Al-Hadith Al-Hasaniya, Marokko
- 89 Zaghloul El-Naggar – Professor, König-Abdulaziz-Universität, Dschidda, Saudi-Arabien; Leiter des Ausschusses für wissenschaftliche Fakten im glorreichen Koran (Committee on Scientific Facts in the Glorious Qur’an), Oberster Rat für Islamische Angelegenheiten, Ägypten
- 90 Sohail Nakhooda – Chefredakteur, Islamica Magazine, Jordanien
- 91 Hisham Nashabeh – Vorsitzender des Hochschulrates; Dekan der Bildungsabteilung der Makassed Association, Libanon
- 92 S.E. Professor Seyyed Hossein Nasr – Universitätsprofessor für Islamwissenschaft, George Washington University, Washington, D.C., USA
- 93 Aref Ali Nayed – ehemaliger Professor am Päpstlichen Institut für Arabische und Islamische Studien (Rom); ehemaliger Professor am Internationalen Institut für Islamisches Denken und Zivilisation (ISTAC, Malaysia); leitender Berater des Cambridge Interfaith Program an der Faculty of Divinity  in Cambridge, Vereinigtes Königreich
- 94 S.E. Shaykh Ševko Omerbašić – Großmufti von Kroatien
- 95 Dato Abdul Hamid Othman – Ratgeber S.E. des Ministerpräsidenten von Malaysia
- 96 Ali Özek – Präsident Stiftung für Islamwissenschaftliche Studien (İSAV), Istanbul, Türkei
- 97 Imam Yahya Sergio Yahe Pallavicini – Vizepräsident von CO.RE.IS., Italien, Vorsitzender des ISESCO-Rates für Bildung und Kultur im Westen (ISESCO Council for Education and Culture in the West), Berater für islamische Angelegenheiten des italienischen Innenministers.
- 98 S.E. Shaykh Nuh Ali Salman al-Qudah – Großmufti des Haschemitischen Königreichs Jordanien
- 99 S.E. Shaykh Ikrima Sa'id Sabri – ehemaliger Großmufti von Jerusalem und ganz Palästina, Imam der Seligen Al-Aqsa-Moschee und Präsident des Islamischen Hohen Rates, Palästina
- 100 Ajatollah Al-Faqih Seyyed Hussein Ismail Al-Sadr – Bagdad, Irak
- 101 Mohammad Sammak – Generalsekretär des Nationalrats für den islamisch-christlichen Dialog; Generalsekretär für den Islamic Spiritual Summit, Libanon
- 102 Shaykh Seyyed Hasan Al-Saqqaf – Direktor des Dar Al-Imam Al-Nawawi, Jordanien
- 103 Ayman Fuad Sayyid – Historiker und Manuskriptexperte, ehemaliger Generaldirektor der Ägyptischen Nationalbibliothek, Kairo, Ägypten
- 104 Suleiman Abdallah Schleifer – Professor Emeritus, American University in Cairo
- 105 Seyyed Reza Shah-Kazemi – Autor und muslimischer Gelehrter, Vereinigtes Königreich
- 106 Anas Al-Shaikh-Ali – Chair, Association of Muslim Social Scientists (UK) (Vereinigung muslimischer Sozialwissenschaftler), UK; Vorsitzender, Forum Against Islamophobia and Racism (Forum gegen Islamophobie und Rassismus), UK; Akademischer Berater am International Institute of Islamic Thought (IIIT; Internationalen Institut für islamisches Denken)
- 107 Imam Zaid Shakir – Dozent und Gastwissenschaftler, Zaytuna Institute, CA, USA
- 108 S.E. Ali Abdullah asch-Schamlan – Generaldirektor der Kuwait-Stiftung zur Förderung der Wissenschaften (KFAS); ehemaliger Minister für Hochschulbildung, Kuwait
- 109 Ing. Seyyed Hasan Shariatmadari – Führer der Partei der Muslimischen Volksrepublik
- 110 Muhammad Alwani Al-Sharif – Leiter der European Academy of Islamic Culture and Sciences (Europäische Akademie für Islamische Kultur und Wissenschaften), Brüssel, Belgien
- 111 S.E. Mohammad Abd al-Ghaffar asch-Scharif – Generalsekretär des Ministeriums für religiöse Angelegenheiten, Kuwait
- 112 Tayba Hassan Al-Sharif – International Protection Officer des Hohen Flüchtlingskommissars der Vereinten Nationen, Darfur, Sudan
- 113 Muhammad bin Scharifa – ehemaliger Rektor der Universität Mohammed I. in Oujda; Marokko; Mitglied der Akademie des Königreichs Marokko
- 114 Muzammil H. Siddiqui / im Namen des gesamten Fiqh Council of North America; islamischer Gelehrter und Theologe; Vorsitzender des Fiqh Council of North America, USA
- 115 Shaykh Ahmed bin Saud al-Siyabi – Generalsekretär der Direktion des Großmuftis, Oman
- 116 Al-Haji Yusuf Maitama Sule – ehemaliger nigerianischer Ständiger Vertreter bei den Vereinten Nationen; ehemaliger nigerianischer Minister für nationale Beratung
- 117 Muhammad Abd Al-Rahim Sultan-al-Ulama – stellvertretender Dekan für wissenschaftliche Forschung, United Arab Emirates University (Universität der Vereinigten Arabischen Emirate), Vereinigte Arabische Emirate
- 118 Shaykh Tareq Al Suwaidan – Generaldirektor des Satellitenkanals Al Resalah
- 119 S.E. Shaykh Ahmed Tamim – Vorsitzender der Geistlichen Verwaltung der Muslime der Ukraine (DUMU) und der Mufti der Ukraine
- 120 S.E. Shaykh Izz Al-Din Al-Tamimi – Senator; ehemaliger Oberster islamischer Richter, Minister für religiöse Angelegenheiten und Großmufti von Jordanien
- 121 S.E. Shaykh Tayseer Rajab Al-Tamimi – Oberster islamischer Richter Palästinas; Leiter des Palästinensischen Zentrums für den Dialog über Religion und Zivilisation (Palestinian Center for Religion and Civilization Dialogue)
- 122 H.R.H. Prince Ghazi bin Muhammad bin Talal – persönlicher Gesandter und Sonderberater Seiner Majestät des Königs Abdullah II.; Vorsitzender des Vorstands des Königlichen Aal-al-Bayt-Instituts für islamisches Denken, Jordanien
- 123 Ammar Al-Talibi – Ehemaliges Parlamentsmitglied, Professor für Philosophie, University of Algeria (Universität von Algerien)
- 124 Ayatollah Shaykh Mohammad Ali Taschiri – Generalsekretär des Weltverbandes für die Annäherung der islamischen Denkschulen (World Assembly for Proximity of Islamic Schools of Thought; WAPIST), Iran
- 125 S.E. Shaykh Ahmad al-Tayyib – Präsident der Azhar-Universität, ehemaliger Großmufti von Ägypten
- 126 Muddathir Abdel-Rahim Al-Tayib – Professor für Politikwissenschaft und Islamwissenstudien, International Institute of Islamic Thought and Civilization (ISTAC), Malaysia
- 127 S.E. Amb. Abdelhadi Tazi – Mitglied der Akademie des Königreichs Marokko
- 128 S.E. Shaykh Naim Tërnava – Großmufti des Kosovo
- 129 S.E. Abdulaziz Othman Al-Twaijri – Generaldirektor der Organisation der islamischen Welt für Bildung, Wissenschaft und Kultur (ISESCO)
- 130 S.E. Nasaruddin Umar – Rektor des Institute for Advanced Qur’anic Studies; Generalsekretär des Nahdhatul Ulama Consultative Council; Dozent an der State Islamic University Syarif Hidayatullah, Jakarta, Indonesien
- 131 Shaykh Muhammad Hasan ʿUsayran – der dschafaritische Mufti von Sidon und Zahrani im Libanon
- 132 Allamah Richter Mufti Mohammed Taqi Usmani – Vizepräsident, Darul Uloom Karachi, Pakistan
- 133 Akhtarul Wasey – Direktor, Zakir Hussain Institut für Islamstudien, Jamia Milla Islamiya Universität, Indien
- 134 Shaykh Abdal Hakim Murad Winter – Shaykh Zayed Lecturer in Islamic Studies, Divinity School, University of Cambridge; Direktor des Muslim Academic Trust, UK
- 135 Mohammed El-Mokhtar Ould Bah – Präsident, Université moderne Chinguitt, Mauretanien
- 136 S.E. Shaykh Muhammad Sodiq Muhammad Yusuf – ehemaliger Großmufti der Muslimischen geistlichen Verwaltung Zentralasiens, Usbekistan; Übersetzer und Kommentator des Heiligen Koran
- 137 Shaykh Wahba Mustafa az-Zuhailī – Dekan, Abteilung für islamische Rechtswissenschaft, Universität Damaskus, Syrien
- 138 S.E. Shaykh Muamer Zukorlić – Mufti des Sandschak, Bosnien

weitere Unterzeichner
Neben den 138 Erstunterzeichnern haben es viele weitere Persönlichkeiten des Islams unterzeichnet.